# Пярну (жіночий футбольний клуб)
«Пярну Ялгпалліклубі» (ест. Pärnu Jalgpalliklubi)  — естонський жіночий футбольний клуб із міста Пярну. 

## Історія

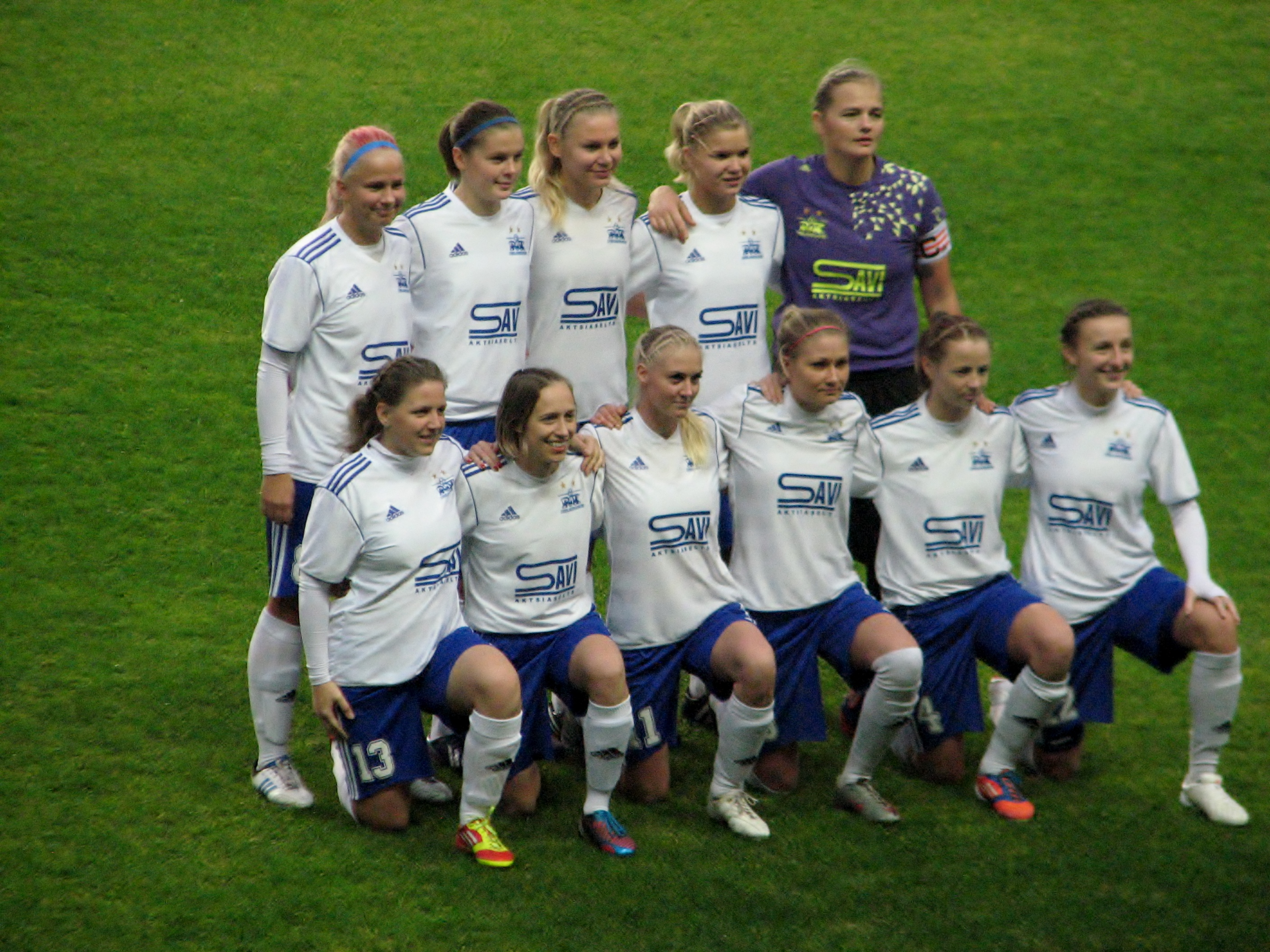
Жіноча команда «Пярну» 9 жовтня 2013 року безпосередньо перед грою з «Вольфсбургом»

Клуб «Пярну Ялгпалліклубі» засновано у 1989 році. «Пярну» переважно відомий своєю жіночою командою, яка змагається у вищий лізі Естонії. Клуб є найуспішнішим клубом естонського жіночого футболу, в його активі рекордні 13 титулів чемпіонату Естонії, рекордні 6 кубків Естонії та рекордні 7 суперкубків Естонії. 
«Пярну Ялгпалліклубі» заснований 1989 року. Свій перший чемпіонський титул команда виграла в сезоні 1994/95 років. На міжнародному рівні команда дебютувала в кубку УЄФА в сезоні 2004/05, де на груповому етапі фінішувала на останньому 4-му місці. 
У Лізі чемпіонів УЄФА сезону 2013/14 років «Пярну» фінішував другим у своїй групі та вийшла у стадію плей-оф, де з загальним рахунком 0:27 естонки поступилися німецькому «Вольфсбургу». Цей сезон став кращим для команди за всю історію виступів в єврокубках.
Домашній стадіон — «Раннастаадіон». Чоловіча команда клубу на даний час виступає в третьому дивізіоні чемпіонату Естонії.

## Досягнення
- Вища ліга Естонії
  -  Чемпіон (13): 1994/95, 2003, 2004, 2005, 2006, 2010, 2011, 2012, 2013, 2014, 2015, 2016, 2017

- Кубок Естонії
  -  Володар (6): 2010, 2011, 2012, 2014, 2015, 2017

- Суперкубок Естонії
  -  Володар (7): 2011, 2012, 2013, 2014, 2015, 2016, 2017

## Статистика виступів у єврокубках
Всі результати (вдома, на виїзді та загалом) у таблиці для «Пярну» вказано на першому місці.
| Змагання | Раунд                        | Клуб                             | Вдома | На виїзді | Загалом |
| -------- | ---------------------------- | -------------------------------- | ----- | --------- | ------- |
| 2004–05  | Перший кваліфікаційний раунд | «Вікторія-Шомбателі»             | –     | 0–4       | –       |
| 2004–05  | Перший кваліфікаційний раунд | «Бобруйчанка» (господарі)        | –     | 1–2       | –       |
| 2004–05  | Перший кваліфікаційний раунд | «Кодру»                          | –     | 1–5       | –       |
| 2005–06  | Перший кваліфікаційний раунд | ФК «Юнайтед» (господарі)         | –     | 0–2       | –       |
| 2005–06  | Перший кваліфікаційний раунд | «Роа»                            | –     | 1–9       | –       |
| 2005–06  | Перший кваліфікаційний раунд | «Валюр»                          | –     | 1–8       | –       |
| 2006–07  | Перший кваліфікаційний раунд | «Машинац Классік» (Ниш)          | –     | 1–6       | –       |
| 2006–07  | Перший кваліфікаційний раунд | «Рапід Ваземаал»                 | –     | 0–7       | –       |
| 2006–07  | Перший кваліфікаційний раунд | «Помур'є» (господарі)            | –     | 1–7       | –       |
| 2007–08  | Перший кваліфікаційний раунд | НСА (Софія)                      | –     | 1–3       | –       |
| 2007–08  | Перший кваліфікаційний раунд | «Університет» (Вітебськ)         | –     | 0–6       | –       |
| 2007–08  | Перший кваліфікаційний раунд | ПАОК (господарі)                 | –     | 2–3       | –       |
| 2011–12  | Кваліфікаційний раунд        | Крка (Ново Место) (господарі)    | –     | 2–1       | –       |
| 2011–12  | Кваліфікаційний раунд        | «Райо Валлєкано»                 | –     | 1–4       | –       |
| 2011–12  | Кваліфікаційний раунд        | «Пімонт Юнайтед»                 | –     | 1–5       | –       |
| 2012–13  | Кваліфікаційний раунд        | «БІІК-Казигурт»                  | –     | 0–3       | –       |
| 2012–13  | Кваліфікаційний раунд        | НСА (Софія)                      | –     | 0–2       | –       |
| 2012–13  | Кваліфікаційний раунд        | «Спартак» (Суботиця) (господарі) | –     | 0–1       | –       |
| 2013–14  | Кваліфікаційний раунд        | ПАОК                             | –     | 3–1       | –       |
| 2013–14  | Кваліфікаційний раунд        | «ПК-35 Вантаа» (господарі)       | –     | 0–0       | –       |
| 2013–14  | Кваліфікаційний раунд        | Білянини Ізвори                  | –     | 3–1       | –       |
| 2013–14  | 1/16 фіналу                  | «Вольфсбург»                     | 0–14  | 0–13      | 0–27    |
| 2014–15  | Кваліфікаційний раунд        | МТК                              | –     | 0–3       | –       |
| 2014–15  | Кваліфікаційний раунд        | Помур'є                          | –     | 0–4       | –       |
| 2014–15  | Кваліфікаційний раунд        | «Економіст» (господарі)          | –     | 2–1       | –       |
| 2015–16  | Кваліфікаційний раунд        | «Олімпія» (Клуж)                 | –     | 0–4       | –       |
| 2015–16  | Кваліфікаційний раунд        | Помур'є (господарі)              | –     | 1–2       | –       |
| 2015–16  | Кваліфікаційний раунд        | «Економіст»                      | –     | 2–1       | –       |
| 2016–17  | Кваліфікаційний раунд        | «Олімпія» (Клуж)                 | –     | 1–7       | –       |
| 2016–17  | Кваліфікаційний раунд        | «Медик» (Конін) (господарі)      | –     | 0–1       | –       |
| 2016–17  | Кваліфікаційний раунд        | «Брезниця»                       | –     | 2–2       | –       |
| 2017–18  | Кваліфікаційний раунд        | «Стандард» (Льєж)                | 0–2   | –         | –       |
| 2017–18  | Кваліфікаційний раунд        | «Аякс»                           | 1–2   | –         | –       |
| 2017–18  | Кваліфікаційний раунд        | РФШ                              | 2–0   | –         | –       |
| 2018–19  | Кваліфікаційний раунд        | «ШС Аненій-Ной»                  | –     | 2–0       | –       |
| 2018–19  | Кваліфікаційний раунд        | «Влазнія»                        | –     | 1–3       | –       |
| 2018–19  | Кваліфікаційний раунд        | «Сараєва» (господарі)            | –     | 1–2       | –       |